# Вишево
Вишево (пол. Wyszewo, нім. Seidel) — село в Польщі, у гміні Маново Кошалінського повіту Західнопоморського воєводства.
Населення — 559 осіб (2011).

## Демографія
Демографічна структура станом на 31 березня 2011 року:
|          | Загалом | Допрацездатний вік | Працездатний вік | Постпрацездатний вік |
| -------- | ------- | ------------------ | ---------------- | -------------------- |
| Чоловіки | 282     | 58                 | 200              | 24                   |
| Жінки    | 277     | 58                 | 163              | 56                   |
| Разом    | 559     | 116                | 363              | 80                   |